# Karhula (quartier de Kotka)
Pour les articles homonymes, voir Karhula.
Karhula est un quartier de la ville de Kotka en Finlande.

## Présentation
La population de Karhula est de 2399 habitants (2016).
Karhula est traversée par la  route nationale 7.

## Économie
En 1902, William Ruth fonde Karhula Osakeyhtiö. 
Les usines de Karhula sont reprises par A. Ahlström le 9 novembre 1915. 
Karhula Osakeyhtiö fusionne avec A. Ahlström le 17 juin 1941.
L'atelier d'usinage de Karhula fabrique des machines à papier et à carton jusqu'à ce qu'Ahlström vende ces entreprises à Valmet en 1987 et à Andritz AG en 2001. 
L'usine de verre de Karhula était la seule usine de pots et de bouteilles en verre en Finlande à être acquise par Owens-Illinois en 2009 en 1995 et fermée en 1995.
L'usine de verre de Karhula qui était la seule usine en Finlande à produire des pots et des bouteilles en verre, est achetée par l'américain Owens-Illinois en 1995 et fermée en 2009. 
L'usine de laine de verre Ahlström a fonctionné à Karhula du début des années 1960 à 1982.
L'usine de pompes a été vendue par Ahlström à Sulzer en 2000 et l'usine de produits en fibre de verre en 2016 à Owens Corning aux États-Unis,.
L'usine de carton de Karhula, est également la propriété d'Ahlström, et Ahlström possédait auparavant également une partie de l'usine de pâte à papier de Sunila.

## Histoire
Karhula est une ancienne commune de la vallée de la Kymi de 1951–1976.
Les municipalités voisines de Karhula étaient alors Kotka, Kymi et Vehkalahti.
En 1977, Karhula, Kymi et Kotka ont fusionné.
Karhula est devenu un quartier de Kotka.
La commune de Karhula a été annexée à Kotka en 1977 avec la municipalité de Kymi. Au moment de la fusion, Karhula avait une population de 22 867 habitants, Kymi 5 204 et Kotka 34 074, soit 62 145 habitants dans la municipalité de Kotka résultante. 
Le quartier actuel de Karhula comprend l'ancien centre-ville de la commune de Karhula.

## Galerie

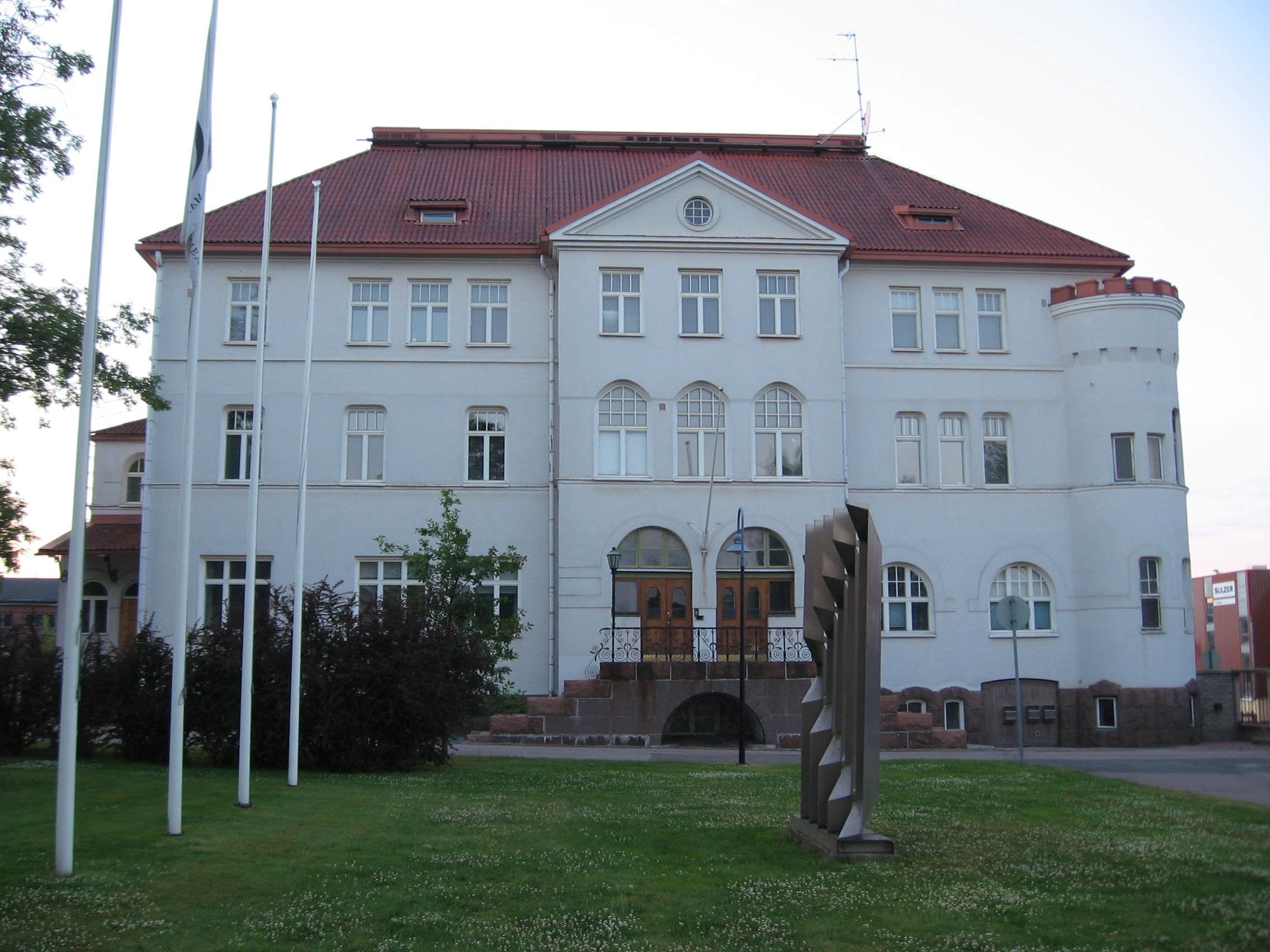
Siège de la société Karhula oy.
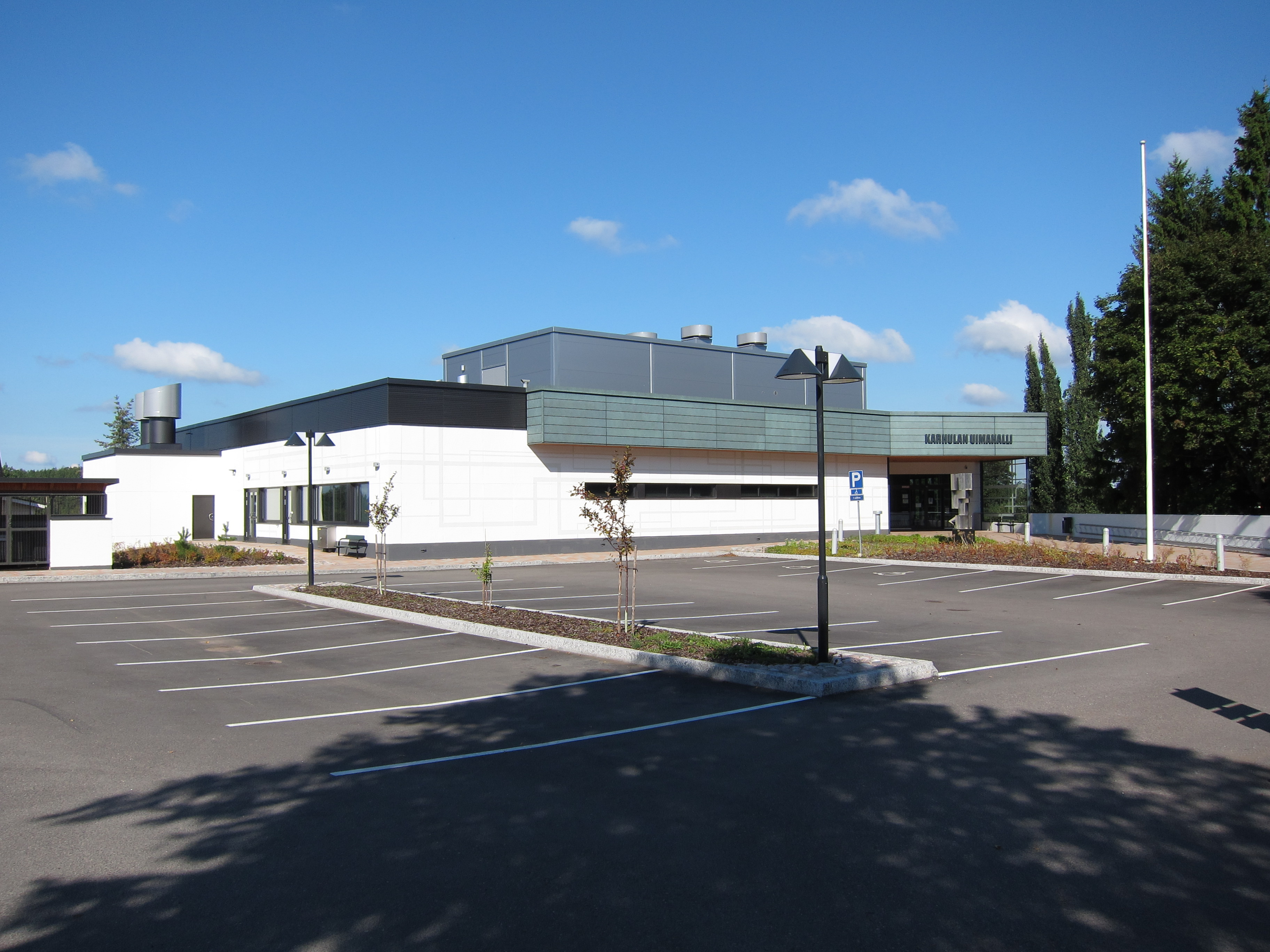
Piscine de Karhula.
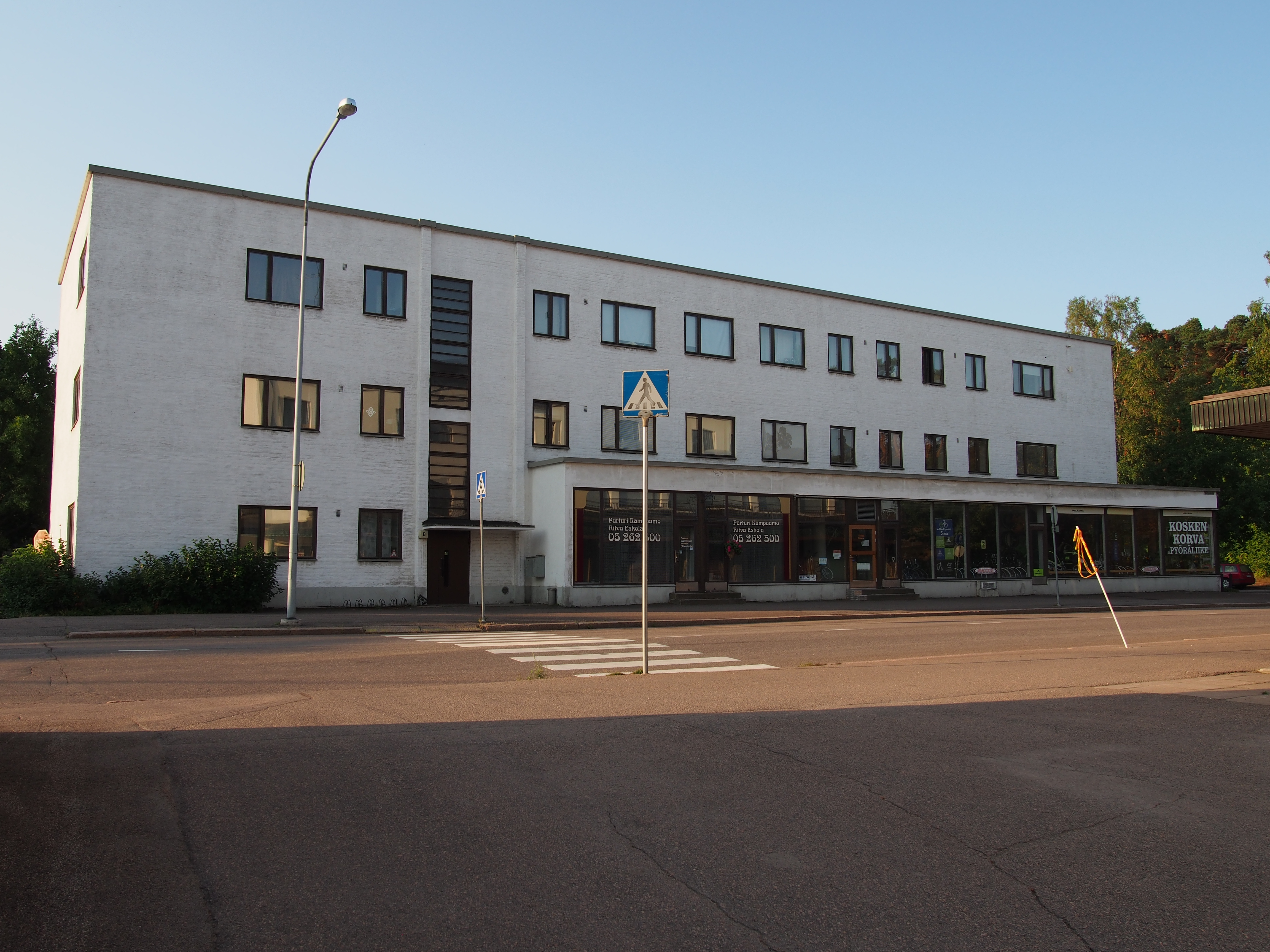
Immeuble de la Pohjoismainen Yhdyspankki.

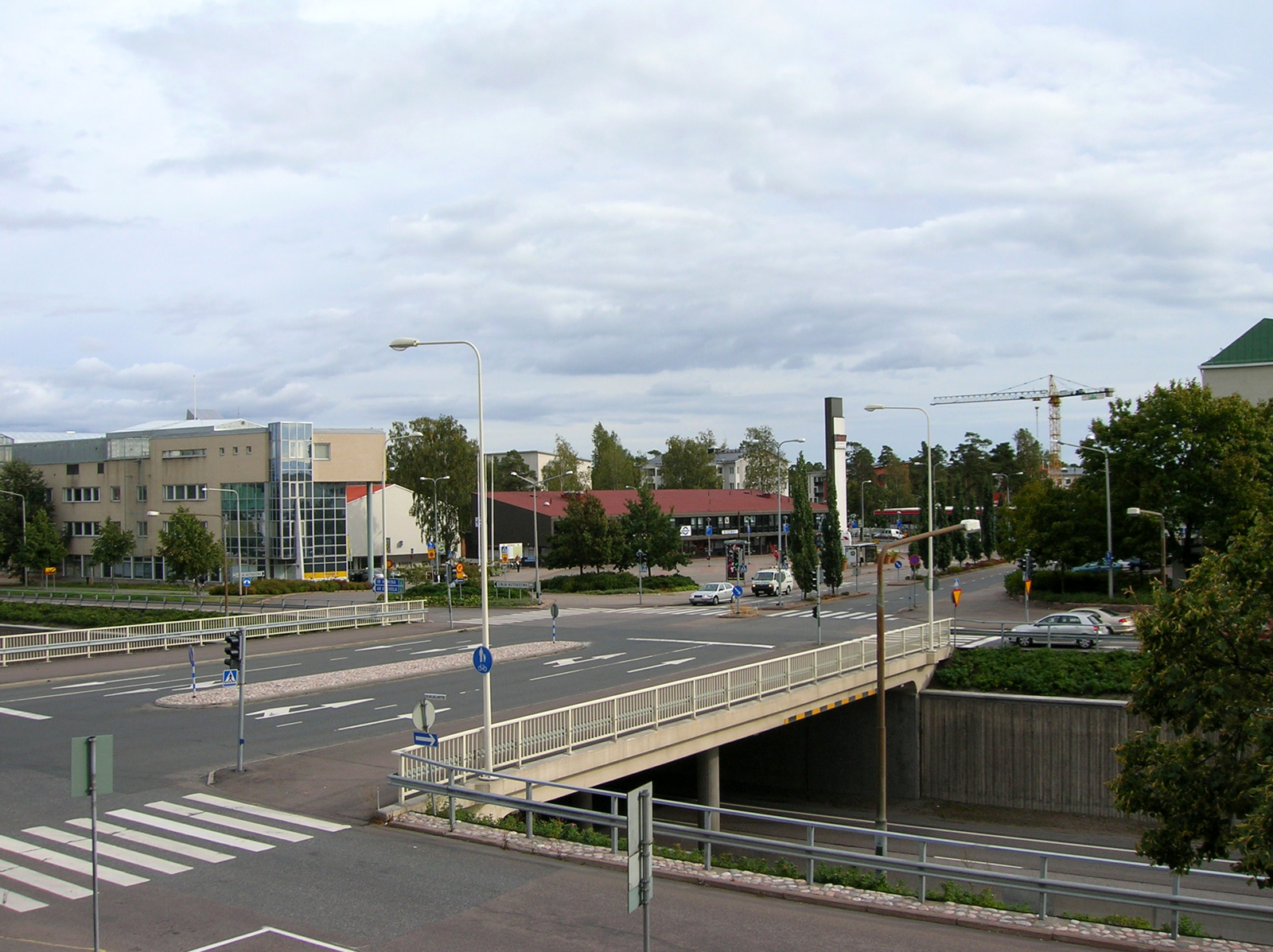
Karhula.
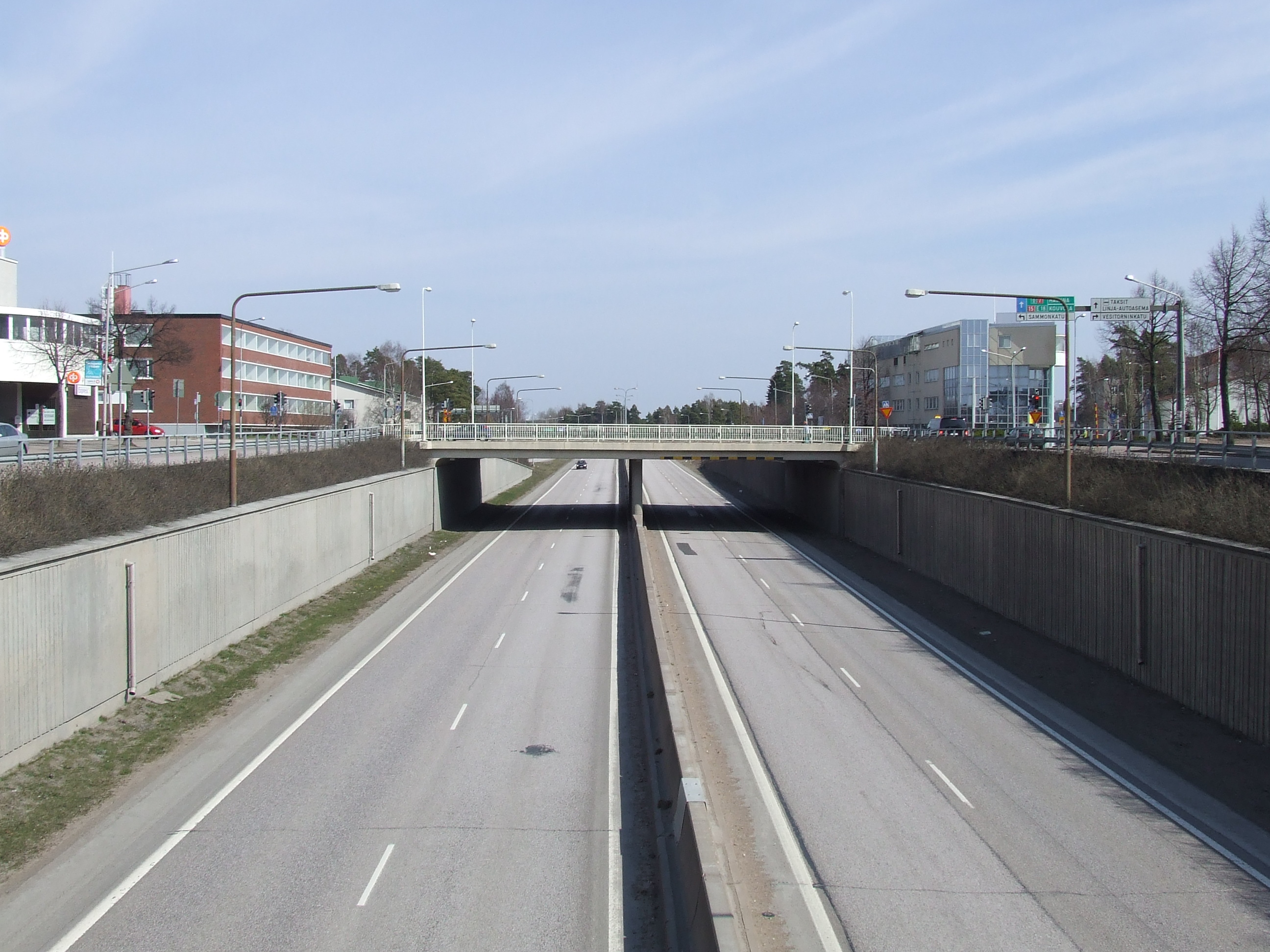
La Valtatie 7 à Karhula.
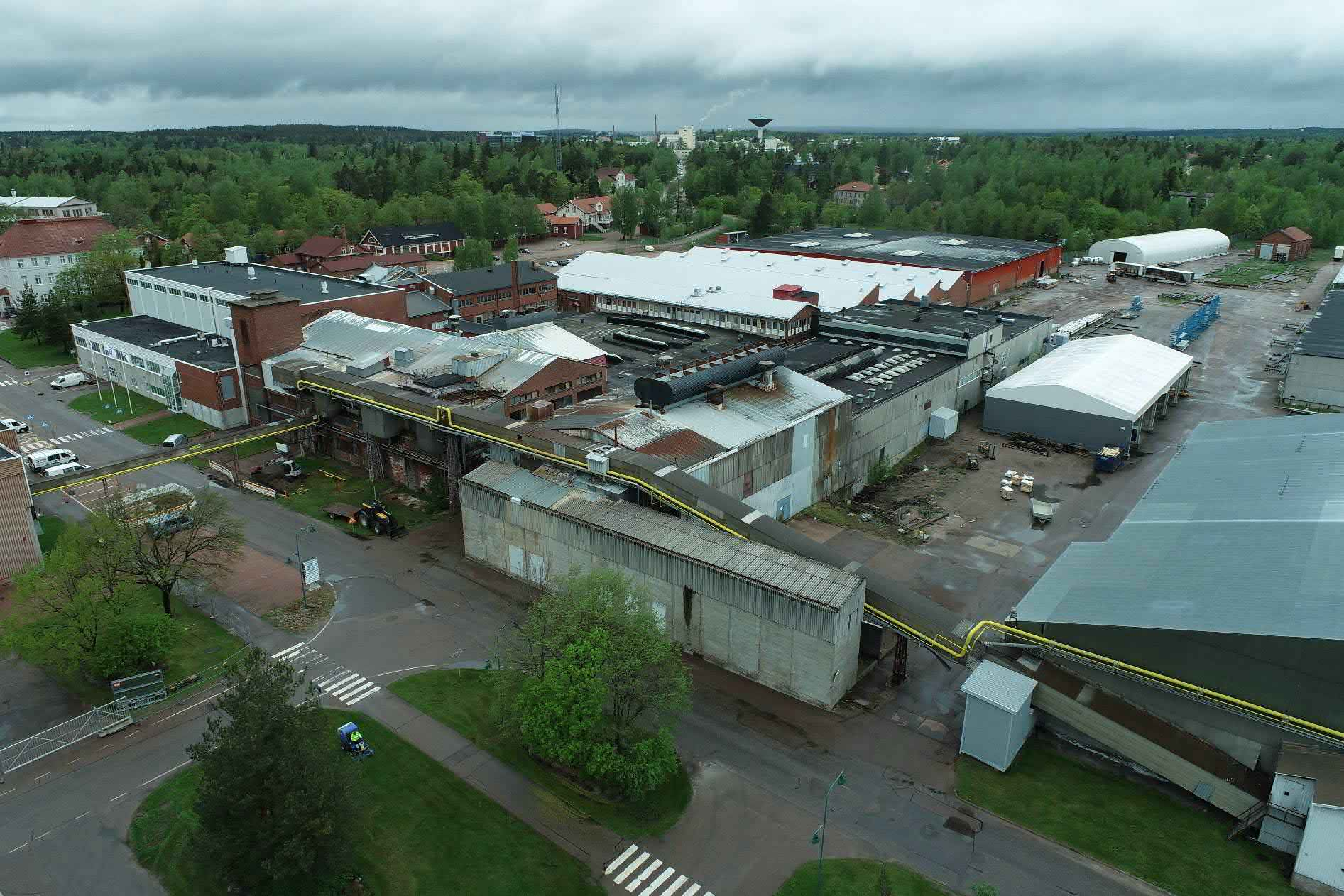
Verrerie de Karhula.